# Die Liebesquelle
Die Liebesquelle ist ein österreichischer Spielfilm von Ernst Hofbauer aus dem Jahr 1965 mit Ann Smyrner, Hans-Jürgen Bäumler und Sieghardt Rupp in den Hauptrollen. Das Drehbuch verfasste Walter Schneider. In der Bundesrepublik Deutschland kam der Streifen am 20. Januar 1966 erstmals in die Kinos.

## Handlung
Der Gemeinderat des idyllisch gelegenen Dorfes Jonkborn in Schwedens Hinterland will den Ort für den Fremdenverkehr erschließen, um eine neue Geldquelle anzuzapfen. Dazu hat das Ministerium für Fremdenverkehr schon eine finanzielle Unterstützung in Aussicht gestellt, falls gewisse Voraussetzungen erfüllt sein sollten. Der Werbefachmann Leif soll die Gemeinde beraten. Bürgermeister Nils Hansen verfällt auf die Idee, die im nahen Wald gelegene Quelle, von der Bevölkerung gerne als „Liebesquelle“ bezeichnet, zur Attraktion auszubauen. Schnell ist ein Plakat entworfen, das eine hüllenlose Dame beim Baden zeigt und auf dem die Worte prangen: „Die Liebesquelle von Jonkborn schenkt Männern Kraft und Frauen Schönheit!“
Regierungskommissar Knobbe soll die Subventionswürdigkeit des Dorfes prüfen. Beim Anblick des Plakates verschlägt es ihm jedoch die Sprache. Auch seine Chefin, Ministerin van Weyden, findet das Papier sittlich anstößig. Doch damit nicht genug! Auf einmal droht der Ort sich in ein wahres Sodom und Gomorra zu verwandeln. So beobachten ein paar Tugendwächter mit dem Fernglas, wie sich eine Frau auf dem Dachboden der Gemeindescheune vollständig entblättert. Bei weiteren Nachforschungen entdecken die drei Sittenwächter den Werbefachmann mit dem Mädchen Stina im Bett. Mit der Förderungswürdigkeit ist es vorerst aus.
Einige Zeit später startet die Gemeinde einen neuen Versuch, um in den Genuss von Subventionen zu kommen. Diesmal soll eine ganze Kommission zur Prüfung nach Junkborn anreisen. Der Bürgermeister befiehlt eine Woche der Tugendhaftigkeit, um das Projekt nicht zu gefährden. Dabei hat er jedoch außer Acht gelassen, dass gerade Vollmond ist und ausgerechnet zu dieser Zeit die Quelle nach alter Überlieferung besonders wirksam sein soll. Dem Apotheker, dem Wirt und dem Kaufmann fällt die Aufgabe zu, die Quelle des Nachts zu beobachten. Es dauert nicht lange, und sie sehen die sittenstrenge Lehrerin mit den Mädchen Caroline und Victoria nackt in den Teich steigen. Auf einmal kracht ein Schuss, und den drei Männern auf dem Hochsitz entfährt ein Schmerzensschrei. Eine Ladung Schrot hat sie getroffen. Die Badenden suchen rasch das Weite. Bürgermeister Hansen entschuldigt sich dafür, dass er mit seiner Flinte gestolpert sei und dieser Umstand einen Schuss ausgelöst habe.
Leif schildert einer Journalistenschar die Wunderquelle in den höchsten Tönen. Derweil sorgt der Bürgermeister dafür, dass sie durch ein provisorisches Wehr versiegt. Die Zeitungsartikel bewirken jedoch, dass immer mehr Fremde nach Jonkborn strömen und baden wollen, aber ausgerechnet jetzt streikt die Quelle. Schlussendlich bleibt Nils Hansen nichts anderes übrig, als sie wieder sprudeln zu lassen. Die Folge ist ein reger Badebetrieb, wie ihn der Ort noch nicht erlebt hat. 
Auch die Ministerin lässt nicht lange auf sich warten. Kurz entschlossen verstaatlicht sie die lukrative Quelle und ernennt Carl zum Leiter des Quellbetriebes. Bei der offiziellen Einweihung zerschneidet sie das Band. Als erster Badegast steigt aber nicht Frau van Weiden in den Teich, sondern – unter dem Gelächter der Festgäste – eine völlig unbekleidete Weibsperson, ein vierjähriges Kind!

## Produktionsnotizen
Die Außenaufnahmen entstanden größtenteils in Bulgarien, obwohl man, wie Produzent Karl Spiehs einräumte, „das Ganze eigentlich auch preisgünstiger auf der Rax in Szene hätte setzen können.“ Rund 60 Kilometer von Sofia entfernt wurde das fiktive „Schwedendorf“ Jonkborn nach den Plänen des Filmarchitekten Wolf Witzemann mit Schilfdächern, Fachwerk und 22.000 Ziegeln aufgebaut. Die Kostüme stammten von Gerdago.

## Kritik
„Verkappter Nudistenfilm mit eindeutig spekulativen Absichten. Auch wenn den Bildern die bekannten Grenzen gesetzt sind, bleibt der Film in der Wolle gefärbt. Wir raten ab.“

„Schwank an der unteren Grenze des Geschmacks.“

## Quelle
- Programm zum Film: Illustrierter Film-Kurier, Vereinigte Verlagsgesellschaften Franke & Co. KG, München, ohne Nummernangabe